# Bob Burrow
Robert Brantley «Bob» Burrow (Malvern, Arkansas; 29 de junio de 1934-Franklin, Tennessee; 3 de enero de 2019) fue un baloncestista estadounidense que jugó dos temporadas en la NBA. Con 2,00 metros de estatura, lo hacía en la posición de pívot.

## Trayectoria deportiva

### Universidad
Tras pasar dos años en el pequeño Junior College de Lon Morris, jugó durante dos temporadas con los Wildcats de la Universidad de Kentucky, en las que promedió 20,0 puntos y 16,1 rebotes por partido. Está considerado el mejor reboteador de la historia de los Wildcats, habiendo promediado 17,7 rebotes en su temporada júnior, lo cual es hoy en día récord de la universidad, y 14,6 en su último año. Llegó a capturar 34 en un partido ante Temple en 1955. En sus dos temporadas fue incluido en el mejor quinteto  de la Southeastern Conference, y em ambas fue incluido además en el tercer equipo All-American.

### Profesional
Fue elegido en la novena posición del Draft de la NBA de 1956 por Rochester Royals, donde jugó una temporada como suplente de Maurice Stokes, y en la que promedió 6,0 puntos y 4,4 rebotes por partido.
Nada más finalizar la temporada 1956-57 fue traspasado junto con Ed Fleming, Don Meineke, Art Spoelstra y los derechos sobre Rod Hundley a Minneapolis Lakers, a cambio de Clyde Lovellette y Jim Paxson Sr., pero solo llegaría a disputar 14 partidos con el equipo esa temporada, promediando 3,9 puntos y 4,6 rebotes.

## Estadísticas de su carrera en la NBA

### Temporada regular
| Temporada | Edad | Equipo             | Liga | P  | TIT | MIN  | TC  | TCA | %TC  | TL  | TLA | %TL  | R.OF. | R.DEF. | REB | ASIS | FP  | PTS |
| 1956-57   | 22   | Rochester Royals   | NBA  | 67 |     | 15.3 | 2.0 | 5.5 | .374 | 1.9 | 3.1 | .616 |       |        | 4.4 | 0.6  | 2.5 | 6.0 |
| 1957-58   | 23   | Minneapolis Lakers | NBA  | 14 |     | 12.2 | 1.6 | 5.0 | .314 | 0.8 | 2.4 | .333 |       |        | 4.6 | 0.4  | 1.1 | 3.9 |
| Total     |      |                    | NBA  | 81 |     | 14.8 | 2.0 | 5.4 | .365 | 1.7 | 3.0 | .578 |       |        | 4.4 | 0.6  | 2.2 | 5.7 |